# Thomas (opera)
Thomas är en finländsk opera i tre akter med text och musik av Einojuhani Rautavaara.

## Historia
1982 fick Rautavaara beställning på en opera av Joensuu Song Festival för att fira 150-årsjubileumet av den första utgåvan av verseposet Kalevala (1835). Den finske barytonen Jorma Hynninen, som var musikchef för festivalen, föreslog en opera om Thomas, Finlands förste biskop, död 1248. Rautavaara skrev själv librettot och musiken komponerades i en stil som kombinerade neoromantiska harmonier med aleatorisk kontrapunkt, tolvtonsserier och olika modussystem. På samma sätt som musiken överlappar varandra i stilarter, gör textens innehåll detsamma. Striden mellan hedendomen och kristendomen blir till en sorts samexistens som alltid har funnits och alltid kommer att existera. På samma sätt blir Thomas syner från barndomen en integrerad del av hans liv förr och nu. Operans känsla med inslag från en rituell ålderdomlighet passade bra in i den kontext som operan skrevs för. Kören spelar en stor roll och får representera den stora människomassan, uppdelad i en barnkör och en vuxenkör. Operan uruppfördes den 20 juni 1985 i samband med Joensuu Song Festival. Hynninen sjöng titelrollen vid premiären och tonsättaren hustru Sini Rautavaara sjöng rollen som jungfrun. De ordlösa vokaliserna skrev han speciellt för henne.

## Den historiske Thomas
Thomas var Finlands förste kände biskop, dock existerade det biskopar tidigare men ingen som var namngiven. En okänd biskop nämns i ett brev från påven Innocentius III till ärkebiskopen av Lund redan år 1209. Thomas anses vara den biskop som påven Gregorius IX tillskrev flera brev med föredömliga tjänster utförda i kyrkans tjänst i efterdyningarna av de stora finska förlusterna i kriget mot Republiken Novgorod. Men i ett annat bevarat brev (20 oktober 1232) från Gregorius IX till kaplanen av Nousiainen förefaller biskopsstolen i Finland vara vakant. Den enda referensen till biskop Thomas under hans tid i Finland är i ett brev skrivet av honom själv i Nousiainen år 1234 i vilket han skänker vissa landområden i sitt biskopsdöme till sin kaplan Wilhelm. Brevet är det äldsta bevarade som är skrivet på finska. Vid Slaget vid Neva år 1240 var det troligen biskop Thomas som ledde de svenska soldaterna mot stadsrepubliken Novgorod. Nederlaget blev en personlig förlust för honom. Fem år senare avgick han från sitt ämbete och flyttade till dominikanklostret i Visby där han avled 1248. Bara en kort tid därefter inträffade det Andra svenska korståget i vilket Finland erövrades av Birger Jarls trupper och blev en del av Sverige i över 550 år.

## Personer
- Thomas, biskop av Finland (baryton)
- Johann von Gobyn, Svärdsriddare (tenor)
- Mäster Styver, köpman från Gotland (tenor)
- Jungfrun (sopran)
- Daberanus (bas)
- Manhard (baryton)
- I Magnus (tenor)
- II Magnus (bas)
- III Magnus (bas)
- Moderns röst (talroll)

## Handling
Finland, 1200-talet

### Akt I
Thomas, före detta biskop av Finland och en tidig förespråkare för landets självständighet, ser sitt liv passera revy. Han erinrar sig sin barndoms lekkamrater från England som ropar på honom för att leka. Han minns hur han kallade samman ett finländska korståg för att strida mot de hedniska ryssarna i Novgorod. Minnena skuggas av uppenbarelsen av en jungfru vars ordlösa sång leder honom in i en hednisk ritual i vilken han deltar under påverkan av droger från trollkarlar.

### Akt II
I ett krigsläger vid floden Nevas strand. Trollkarlen uppmanar jungfrun att mörda Thomas. När svärdsriddaren Johann von Gobyn är i stånd att våldföra sig på jungfrun räddas hon av Thomas. För att stödja det sviktande stödet hos armén förkunnar Thomas vad han påstår är ett påvligt dekret om sin överhet. Mäster Styver tvivlar på dekretets äkthet, men Thomas beordrar sina soldater att slita ut ögonen på köpmannen. Johann von Gobyn hånar Thomas försök att skapa en påvlig stat i Finland, och Thomas armé drivs på flykten.

### Akt III
Thomas och jungfrun har flytt till ett klostret ute i vildmarken. Trots att trollkarlen försöker kalla på henne stannar hon hos Thomas. Han ber till Gud om en förklaring till allt kaos, men han får inget svar. Barnen från operans början visar sig och han ser en fågel som "sjöng morgonens drill i nattens mörker".